# Blood and Belief
Blood and Belief är bandet Blaze Bayleys tredje studioalbum. Två bandmedlemmar hade lämnat Blaze inför inspelningen av denna skiva, trummisen Jeff Singer och basisten Rob Naylor. De ersattes av förre Sabbat-basisten Wayne Banks och av trummisen Jason Bowld som tidigare spelat i Pitchshifter. Båda var med och skrev sånger på albumet. En musikvideo spelades också in till sången "Hollow Head".

## Låtlista
1. "Alive" - 4:07
2. "Ten Seconds" - 4:29
3. "Blood and Belief" - 6:32
4. "Life and Death" - 5:11
5. "Tearing Yourself to Pieces" - 5:48
6. "Hollow Head" - 4:02
7. "Will to Win" - 4:53
8. "Regret" - 5:52
9. "The Path and the Way" - 4:53
10. "Soundtrack of My Life" - 5:34

## Medlemmar
- Blaze Bayley – sång
- Jason Bowld – trummor
- Wayne Banks – bas
- John Slater - gitarr
- Steve Wray – gitarr